# نادي بلعما الرياضي
نادي بلعما الرياضي، هو نادي كرة قدم أردني، أُسس عام 1980، يقع في الشمال وبالتحديد في محافظة المفرق، وله مشاركات عديدة في الأردن حيث شارك في دوري الدرجة الأولى الأردني لكرة القدم والدوري الأردني الدرجة الثانية ودوري الدرجة الثالثة الأردني لكرة القدم وكأس الأردن.